# Zonder jou (Guus Meeuwis)
Zonder jou is een lied van de Nederlandse zanger Guus Meeuwis. Het werd in 2014 als single uitgebracht. 

## Achtergrond
Zonder jou is geschreven door Guus Meeuwis, Jan Willem Rozenboom en JW Roy en geproduceerd door Gordon Groothedde. Het is een Nederlandstalige ballade die een ode is aan de geliefde van de zanger. Meeuwis bracht het nummer voor het eerst ten gehore op het Groots Overzee concert op Texel in 2014, nadat ze het tijdens een repetitie bij het concert voor het eerst speelden en besloten dat het leuk was om het bij het concert te brengen. Kort daarna bracht Meeuwis het lied bij Radio 3FM ten gehore, waarna door vele positieve reacties werd besloten om het lied als single uit te brengen. De single werd gelanceerd bij het televisieprogramma Carlo & Irene: Life4You. Het lied staat niet op een album van Meeuwis.

## Hitnoteringen
De zanger had bescheiden succes met het lied. Het kwam tot de 33e plek van de Single Top 100, waarin het twee weken stond. Er was geen notering in de Nederlandse Top 40, maar het kwam tot de vierde plaats van de Tipparade.